# Мандичевський Іван Корнилович
Іван Корнилович Мандичевський (17 січня 1854, Надвірна, Надвірнянський повіт, Станіславівський округ, Королівство Галичини і Лодомерії, Австрійська імперія — 26 березня 1925, Станіслав, Станіславівське воєводство, Друга Річ Посполита) — правознавець, літературознавець, громадсько-культурний діяч

## Біографія
Народився 17 січня 1854 року в Надвірній на Прикарпатті в родині о. Корнила Мандичевського.
Після закінчення Станиславівської гімназії у 1873 році вивчав право у Віденському університеті., з 1876 році продовжив його вивчати у Львівському університеті.
У Відні брав активну участь у діяльності товариства «Січ», познайомився з М. Драгомановим, Львові — з І. Франком та М. Павликом.

### Громадська діяльність
Працював адвокатом у Станіславі, 1908 р. з його ініціативи у місті організовано «Гурток правників» як незалежна від академічного товариства правничий осередок, який готував юристів-українців для захисту прав простого народу. Його члени ставили завдання охопити діяльністю галицького міста і «взяти у свої руки провід національного життя».
У 1890 вступив до РУРП, від імені станіславівської «Руської бесіди» запросив Івана Франка для виступу на святкуванні 75 річчя від дня народження Тараса Шевченка.

### Літературна діяльність
Разом з Франком переклав розвідку Г. Шеля «Суспільно-політичні сторонництва в Німеччині». Працював над доповненнями до «Покащика нової української літератури (1798—1883)» М. Комарова, він здійснив реконструкцію «Слово о пълку Игореві», яку переклав німецькою мовою. Заснував і був першим директором книгарні в Станіславі. Зібрав багату власну бібліотеку, яку перед смертю подарував НТШ у Львові.
25 березня 1925 р помер і був похований у Станиславові у меморіальному сквері